# الخوارزمي الكاثي
أبو الحكيم محمد بن عبد الملك الصالحي الخوارزمي الكاثي (ازدهر عام 1034)، كان كيميائيًا مسلمًا من بلدة كاث في منطقة خوارزم. وهو معروف بمنهج الخيمياء الإسلامية.
عاش الكاثي وعمل في بغداد وما حولها، وكتب "عين الصانع وعون السنة" (أساسيات الفن ومساعدة الحرفيين). كان العمل حاسمًا لتدريب صانعي الزجاج وعلماء المعادن والنجارين وغيرهم من الحرفيين والحرفيين. قدم الكتاب معلومات مفصلة عن مختلف التقنيات والأساليب المستخدمة عمليا.